# Marathon van Turijn 2007
De marathon van Turijn 2007 vond plaats op zondag 15 april 2007 in Turijn. Het was de 21e editie van deze marathon. In totaal finishten 1393 deelnemers de wedstrijd waarvan 1253 mannen en 140 vrouwen.
De wedstrijd werd gewonnen door de Keniaan Philemon Kirwa  in 2:10.24. Bij de vrouwen was de Hongaarse Aniko Kalovics het snelste. Met haar finishtijd van 2:29.34 was ze bijna vijf minuten sneller dan de Keniaanse Caroline Kwambai.

## Uitslagen

### Mannen
| rang   | naam                | land | tijd    |
| ------ | ------------------- | ---- | ------- |
| Goud   | Philemon Kirwa      | KEN  | 2:10.24 |
| Zilver | Yusef Songoka       | KEN  | 2:10.51 |
| Brons  | Hillary Kipchumba   | KEN  | 2:11.05 |
| 4      | Daniele Caimmi      | ITA  | 2:11.10 |
| 5      | Jose Telles         | BRA  | 2:14.19 |
| 6      | Alfonse Yatich      | KEN  | 2:19.34 |
| 7      | Justus Kiprono      | KEN  | 2:20.32 |
| 8      | Salvatore Calderone | ITA  | 2:29.22 |

### Vrouwen
| rang   | naam              | land | tijd    |
| ------ | ----------------- | ---- | ------- |
| Goud   | Aniko Kalovics    | HUN  | 2:29.24 |
| Zilver | Caroline Kwambai  | KEN  | 2:34.52 |
| Brons  | Justyna Bak       | POL  | 2:40.14 |
| 4      | Letay Negash      | ETH  | 2:42.55 |
| 5      | Catherine Bertone | ITA  | 2:55.55 |
| 6      | Shebire Abera     | ETH  | 2:56.20 |

1974 ·
1975 ·
1976 ·
1977 ·
1978 ·
1979 ·
1980 ·
1981 ·
1982 ·
1983 ·
1984 ·
1985 ·
1986 ·
1987 ·
1988 ·
1989 ·
1990 ·
1991 ·
1992 ·
1993 ·
1994 ·
1995 ·
1996 ·
1997 ·
1998 ·
1999 ·
2000 ·
2001 ·
2002 ·
2003 ·
2004 ·
2005 ·
2006 ·
2007 ·
2008 ·
2009 ·
2010 ·
2011 ·
2012 ·
2013 ·
2014 ·
2015 ·
2016 ·
2017